# João Janeiro
João Pedro de Oliveira Janeiro (ismertebb nevén: João Janeiro) (Lisszabon, 1981. június 29. –) portugál labdarúgóedző. 

## Edzőként
2018 novemberében a szezon végéig szóló szerződést írt alá az NB III-as Szeged-Grosics Akadémiával. 2020 május 4-én, a  másodosztályú bajnokság félbeszakadása után közös megegyezéssel felbontották a június végéig élő szerződését. 2021 májusában a Kisvárda trénere lett. 2021 novemberében a Dunaszerdahely edzője lett. 2022 május végén a DAC bejelentette, hogy nem hosszabbítja meg Janeiro szerződését. A 2022-2023-as idény elején a Debreceni VSC élére nevezték ki, de a gyenge szezonkezdetet követően már a bajnokság 6. fordulóját követően menesztették posztjáról. 2023 júniusában a román élvonalbeli CS Universitatea Craiova vezetőedzőjévé nevezték ki.

## További információ
- João Janeiro adatlapja a Soccerway oldalon (angolul)